# 弗里德里希·库劳
弗里德里希·丹尼尔·鲁道夫·库劳（德語：Friedrich Daniel Rudolf Kuhlau，1786年9月11日—1832年3月12日），是一名德裔丹麦作曲家。

## 生平簡歷
早年在汉堡從修邊克學習和聲，7岁时因溜冰时不慎摔倒以致右眼失明。1809年为逃避拿破仑征兵流亡到丹麦，前往哥本哈根當鋼琴及音樂理論教師。1813年他參加王室管弦樂團 （擔任長笛奏者），並寫作丹麥語歌劇。1818年被任命為宮廷作曲家，至1828年承受了「教授」之稱號。

## 音樂特色
库劳的作品受贝多芬影响较显著，特别擅长钢琴和长笛作品的写作（但他本人并不会演奏长笛）。
他的作品很多，尤其小奏鳴曲，在今日仍為必被使用之初步教材之一。他的歌剧《精灵山》則被誉为丹麦第一部民族歌剧作品。

## 外部連結
- 弗里德里希·库劳的免费乐谱，由国际乐谱典藏计划提供